# Pietroasa (gmina Vârteșcoiu)
Pietroasa – wieś w Rumunii, w okręgu Vrancea, w gminie Vârteșcoiu. W 2011 roku liczyła 160
mieszkańców.